# Croton dybowskii
Espèce
Croton dybowskii est une espèce de plantes à fleurs du genre Croton et de la famille des Euphorbiaceae, présente du centre ouest de l'Afrique tropicale jusqu'au nord de l'Angola.